# La Matilla (Segovia)
La Matilla es un municipio y localidad española de la provincia de Segovia, en la comunidad autónoma de Castilla y León. Se sitúa a una altitud de 1082 m y cuenta con una población de 71 habitantes (INE 2024).

## Toponimia
Se trata de un diminutivo de mata, término prerromano adoptado por el latín tardío, con el valor de ‘bosque’, ‘conjunto de plantas de un lugar’ o ‘bosquecillo’. En cuanto a su significado, haría referencia a la presencia de matas de arbolado en la zona, o bien estaría relacionado con la localidad de Mata Espedos —en el término de San Pedro de Gaíllos—, de la cual sería un anejo o bien habría sido fundada por personas de esa localidad y de ahí el diminutivo.

## Geografía

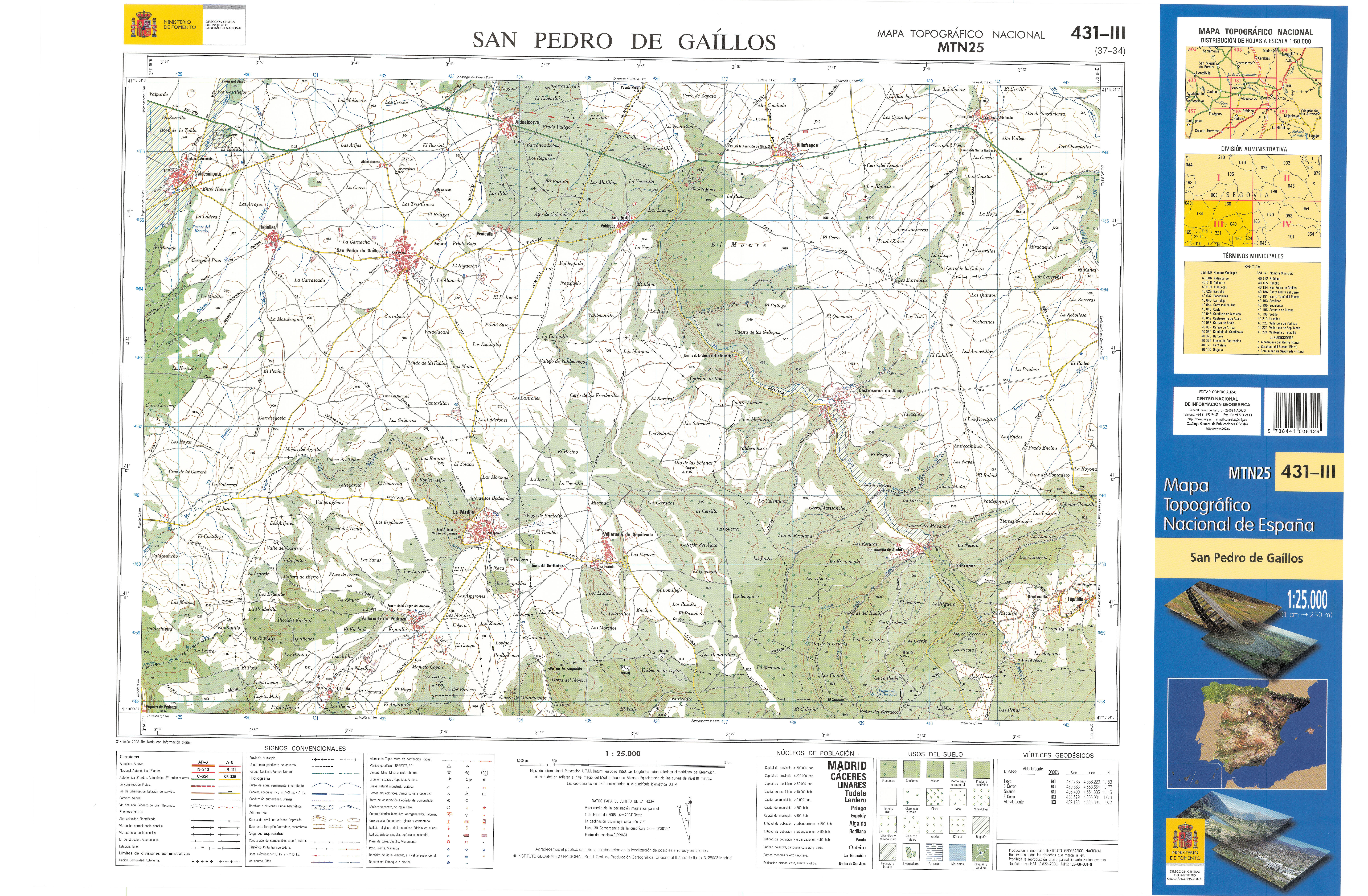
Fragmento de la hoja 431 del Mapa Topográfico Nacional de España de 2008 en el que se representa La Matilla

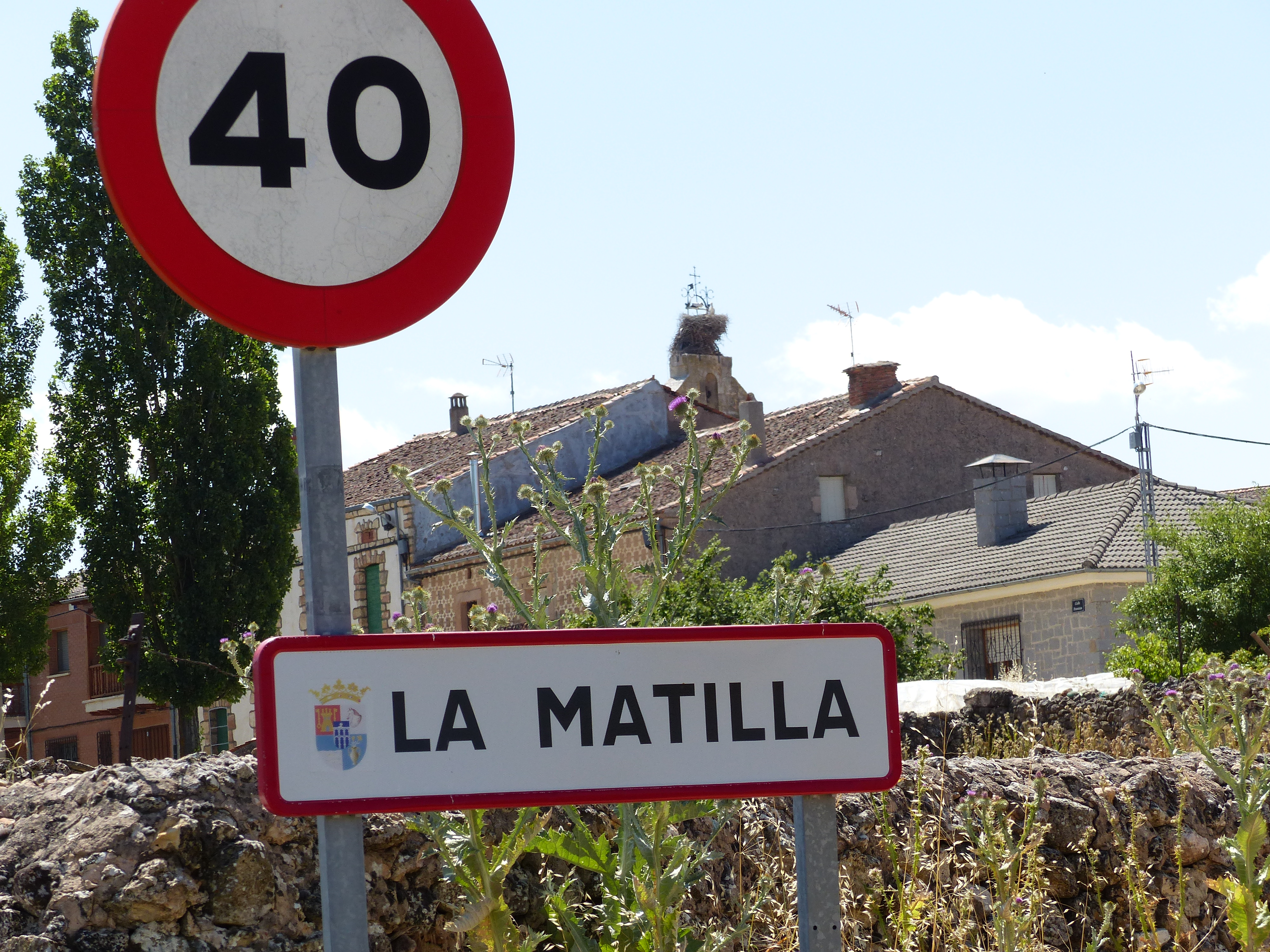
Señal de entrada a la zona urbanizada

| Noroeste: San Pedro de Gaíllos  | Norte: San Pedro de Gaíllos | Noreste: Valleruela de Sepúlveda |
| Oeste: Rebollo                  |                             | Este: Valleruela de Sepúlveda    |
| Suroeste: Valleruela de Pedraza | Sur: Valleruela de Pedraza  | Sureste: Orejana                 |

## Historia
La Matilla perteneció a la Comunidad de Villa y Tierra de Pedraza.
A mediados del siglo XIX, la localidad era descrita así en el diccionario geográfico de Pascual Madoz (Tomo XI Página 311):
"sit. en terreno muy pedregoso, y sobre el camino que de Sepúlveda se dirige a Pedraza; le combaten los vientos S. y O.; su clima es frio"..."tiene unas 132 casas fabricadas sobre peñas, distribuidas en varias calles irregulares; casa de ayunt., escuela de instrucción primaria "..."y una igl. parr. (Nuestra Señora de la Asuncion)"..."hay una ermita propia del pueblo y sostenida por los fieles"..."PROD: trigo, cebada, centeno, lino, algarrobas garbanzos y otras legumbres; mantiene ganado lanar, vacuno y mular, y cria caza de liebres, perdices y otras aves. IND.: la agricola y 17 molinos de linazamovidos por caballerías"..."este pueblo ha formado ayunt. con valleruela de Pedraza , del que fue separado después del año 1842 "..."POBL. 130 vec., 412 alm. "

## Geografía humana

### Demografía
Cuenta con una población de 71 habitantes (INE 2024).
| Gráfica de evolución demográfica de La Matilla entre 1857 y 2021 |
| |
| Población de derecho según los censos de población del INE Población de hecho según los censos de población del INEEntre el censo de 1857 y el anterior, aparece este municipio porque se segrega del municipio 40220 (Valleruela de Pedraza) |

## Administración y política
Lista de alcaldes
| Periodo   | Nombre                          | Partido   |
| --------- | ------------------------------- | --------- |

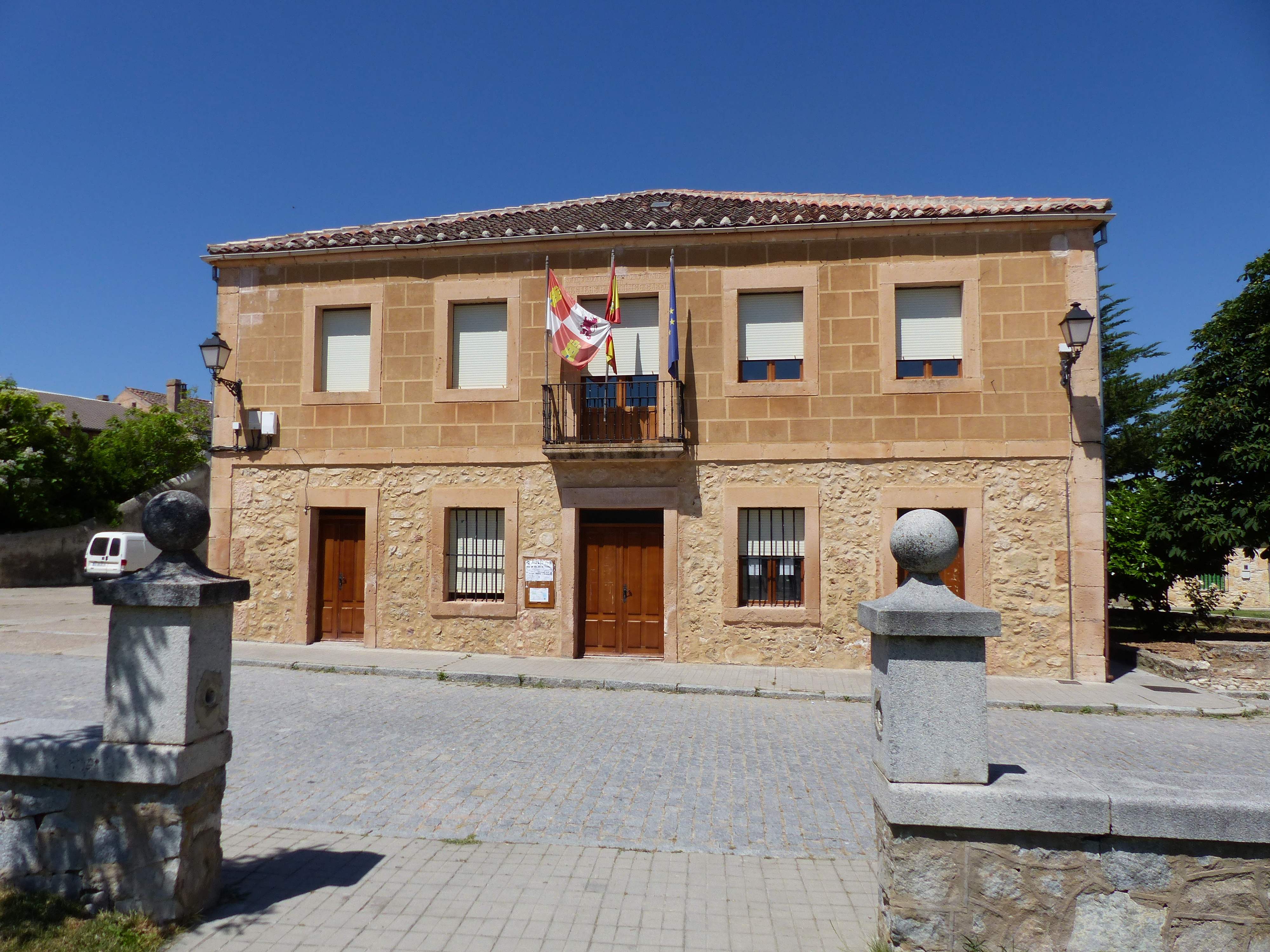
Casa consistorial

Distribución del Ayuntamiento tras las elecciones municipales de 2023

| 1979-1983 | Agustín de Pedro San Juan       | AE        |
| 1983-1987 | Agustín de Pedro San Juan       | AP-PDP-UL |
| 1987-1991 | Agustín de Pedro San Juan       | PDP       |
| 1991-1995 | Agustín de Pedro San Juan       | PP        |
| 1995-1999 | Enrique Guilabert Pérez         | PP        |
| 1999-2003 | Teresa Domínguez Auresanz       | PP        |
| 2003-2007 | Oscar David García García       | PP        |
| 2007-2011 | Oscar David García García       | PP        |
| 2011-2015 | María del Carmen Rojo de Andrés | PP        |
| 2015-2019 | María del Carmen Rojo de Andrés | PP        |
| 2019-2023 | Diego Hernández Benito          | PSOE      |
| 2023-act. | Diego Hernández Benito          | PCAS-TC   |

## Cultura

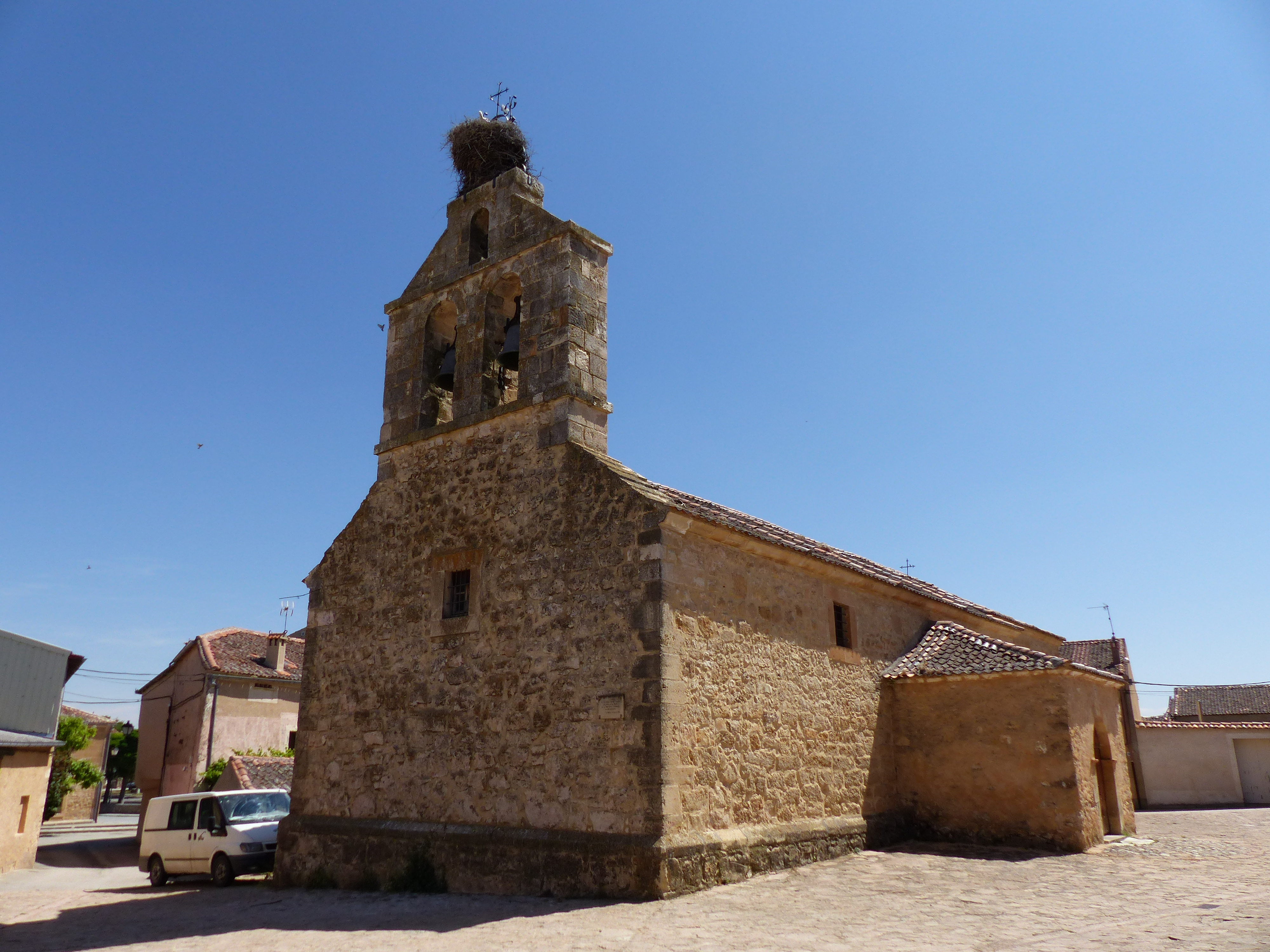
Iglesia parroquial de Nuestra Señora de la Asunción

### Patrimonio
- Iglesia parroquial de Nuestra Señora de la Asunción;
- Ermita de la Virgen del Carmen;
- Plaza Mayor;
- Camino de San Frutos;
- Monte El Picozo;
- Mirador del Alto:
- Mural.[6]

### Fiestas
- 13 y 14 de junio en honor a San Antonio y el Carmen.
- 15 y 16 de agosto en honor a San Roque y Nuestra Señora de la Asunción.

Son el momento principal del verano matillano. Con la organización a cargo del Ayuntamiento y de A.C.R. Peña Binibimer se organizan tanto campeonatos de bolos, chito, rana, mus, tute, juegos infantiles así como actuaciones de orquestas y discotecas móviles. También tiene lugar Matirock, festival de música rock.